# Knefastia funiculata
Knefastia funiculata é uma espécie de gastrópode do gênero Knefastia, pertencente a família Pseudomelatomidae.